# SOIC
SOIC (Small-Outline Integrated Circuit) — тип корпуса микросхемы, предназначенный для поверхностного монтажа. Имеет форму прямоугольника с двумя рядами выводов по длинным сторонам. Микросхемы в корпусе SOIC занимают на 30—50 % меньше площади печатной платы, чем их аналоги в корпусе DIP[уточнить], а также обычно имеют на 70 % меньшую толщину. Как правило, нумерация выводов одинаковых микросхем в корпусах DIP и SOIC совпадает. Помимо сокращения SOIC для обозначения корпусов этого типа могут использоваться буквы SO и число выводов. Например, корпус микросхемы распространённой серии ТТЛ-логики 7400, имеющий 14 выводов, может обозначаться как SOIC-14 или SO-14.
Также такие корпуса могут иметь различную ширину. Есть три самых распространенных размера 150, 208 и 300 тысячных дюйма. Обычно обозначаются как SOxx-150, SOxx-208 и SOxx-300 или пишут SOIC-xx и указывают, какому чертежу он соответствует:
- SOxx-150 соответствует чертежу JEDEC MS-012;
- SOxx-208 соответствует чертежу EIAJ EDR-7320;
- SOxx-300 соответствует чертежу JEDEC MS-013.

## Классификация
- SOP (Small Outline Package) — аналогично с SOIC, расстояние между выводов равняется 1,27 мм;
- HSOP (Heat Sink Small Outline Package) — корпус с теплоотводом;
- SOJ (Small Outline J-leaded) — корпус, выводы которого подогнуты под микросхему в виде буквы J;
- SSOP (Shrink Small Outline Package, «сжатый» малый корпус) — уменьшенный тип корпуса, у которого, как правило, в два раза уменьшено расстояние и толщина выводов;
- TSSOP (Thin Shrink Small Outline Package) — уменьшенная по высоте версия SSOP.